# Teorema di inversione di Lagrange
Nell'analisi matematica, il teorema di inversione di Lagrange, anche conosciuto come la formula di Lagrange–Bürmann, fornisce l'espansione in serie di Taylor dell'inversa di una funzione analitica.

## Enunciato
Sia {\displaystyle z} definita come una funzione di {\displaystyle w} tramite un'equazione nella forma
{\displaystyle z=f(w)}
dove {\displaystyle f} è analitica nel punto {\displaystyle w=a} e inoltre {\displaystyle f'(a)\neq 0}. Allora è possibile invertire o risolvere l'equazione per {\displaystyle w} nella forma di una serie in termini di {\displaystyle z}, ovvero
{\displaystyle w=a+\sum _{n=1}^{\infty }g_{n}{\frac {(z-f(a))^{n}}{n!}},}
dove
{\displaystyle g_{n}=\lim _{w\to a}\left[{\frac {d^{n-1}}{dw^{n-1}}}\left({\frac {w-a}{f(w)-f(a)}}\right)^{n}\right].}
Il teorema afferma inoltre che la serie ha un raggio di convergenza non nullo, ossia che rappresenta una funzione analitica di {\displaystyle z} (che si potrebbe indicare con {\displaystyle g(z)} in un intorno di {\displaystyle z=f(a)}. Questo procedimento è anche chiamato reversione delle serie.
Se l'ipotesi di analiticità della funzione non è verificata, la formula è ancora valida per serie formali di potenze e può essere generalizzata in numerosi modi. Può essere formulata per funzioni di più variabili, può essere estesa per fornire una formula pronta per {\displaystyle F(g(z))} per qualunque funzione analitica {\displaystyle F}, e infine generalizzata al caso {\displaystyle f'(a)=0}, dove l'inversa {\displaystyle g} è una funzione polidroma.
Il teorema fu dimostrato da Lagrange e generalizzato da Hans Heinrich Bürmann,, entrambi nel tardo XVIII secolo. C'è una chiara derivazione usando l'analisi complessa e l'integrazione sui contorni; la versione delle serie formali di potenze complesse è una conseguenza della conoscenza della formula per i polinomi, perciò la teoria delle funzioni analitiche può essere applicata.
Se {\displaystyle f} è una serie formale di potenze, allora la formula sopra non dà i coefficienti dell'inversa moltiplicativa {\displaystyle g} direttamente in termini dei coefficienti di {\displaystyle f}. Se è possibile esprimere le funzioni {\displaystyle f} e {\displaystyle g} in serie formali di potenze come
{\displaystyle f(w)=\sum _{k=0}^{\infty }f_{k}{\frac {w^{k}}{k!}}\qquad \mathrm {e} \qquad g(z)=\sum _{k=0}^{\infty }g_{k}{\frac {z^{k}}{k!}}}
con {\displaystyle f_{0}=0} e {\displaystyle f_{1}\neq 0}, allora una forma esplicita dei coefficienti inversi può essere data in termini dei polinomi di Bell:
{\displaystyle g_{n}={\frac {1}{f_{1}^{n}}}\sum _{k=1}^{n-1}(-1)^{k}n^{(k)}B_{n-1,k}({\hat {f}}_{1},{\hat {f}}_{2},\ldots ,{\hat {f}}_{n-k}),\quad n\geq 2,}
dove {\displaystyle {\hat {f}}_{k}={\frac {f_{k+1}}{(k+1)f_{1}}},}    {\displaystyle g_{1}={\frac {1}{f_{1}}},}   e   {\displaystyle n^{(k)}=n(n+1)\cdots (n+k-1),}  essendo il fattoriale crescente.
Quando {\displaystyle f_{1}=1}, l'ultima formula può essere interpretata in termini delle facce dell'associaedro
{\displaystyle g_{n}=\sum _{F{\text{ facce di }}K_{n}}(-1)^{n-\dim F}f_{F},\quad n\geq 2,}
con {\displaystyle f_{F}=f_{i_{1}}\cdots f_{i_{m}}} per ogni faccia {\displaystyle F=K_{i_{1}}\times \cdots \times K_{i_{m}}} dell'associaedro {\displaystyle K_{n}}.

## Esempio
Per esempio, l'equazione algebrica di grado {\displaystyle p} nella forma 
{\displaystyle x^{p}-x+z=0}
può essere risolta in {\displaystyle x} mediante la formula di inversione di Lagrange applicata alla funzione {\displaystyle f(x)=x-x^{p}}, portando alla soluzione in serie formale
{\displaystyle x=\sum _{k=0}^{\infty }{pk \choose k}{\frac {z^{(p-1)k+1}}{(p-1)k+1}}.}
Dai test di convergenza, questa serie è infatti convergente per {\displaystyle |z|\leq (p-1)p^{-p/(p-1)}},  che è anche il più grande disco in cui un'inversa locale di {\displaystyle f} può essere definita.

## Applicazioni

### Formula di Lagrange–Bürmann
Esiste un caso speciale del teorema di inversione di Lagrange che è usato in combinatoria e applicato quando {\displaystyle f(w)=w/\phi (w)} per qualche funzione analitica {\displaystyle \phi (w)} con {\displaystyle \phi (0)\neq 0}. Prendendo {\displaystyle a=0} si ottiene {\displaystyle f(a)=f(0)=0} e inoltre
{\displaystyle g(z)=\sum _{n=1}^{\infty }\left(\lim _{w\to 0}\left({\frac {\mathrm {d} ^{n-1}}{\mathrm {d} w^{n-1}}}\left({\frac {w}{w/\phi (w)}}\right)^{n}\right){\frac {z^{n}}{n!}}\right)}
{\displaystyle =\sum _{n=1}^{\infty }{\frac {1}{n}}\left({\frac {1}{(n-1)!}}\lim _{w\to 0}\left({\frac {\mathrm {d} ^{n-1}}{\mathrm {d} w^{n-1}}}\phi (w)^{n}\right)\right)z^{n},}
che alternativamente può essere scritta come
{\displaystyle [z^{n}]g(z)={\frac {1}{n}}[w^{n-1}]\phi (w)^{n},}
dove {\displaystyle [w^{r}]} è un operatore che estrae i coefficienti di {\displaystyle w^{r}} nella serie di Taylor di una funzione di {\displaystyle w}.
Una generalizzazione utile della formula è conosciuta come formula di Lagrange–Bürmann:
{\displaystyle [z^{n}]H(g(z))={\frac {1}{n}}[w^{n-1}](H'(w)\phi (w)^{n})}
dove {\displaystyle H} è un'arbitraria funzione analitica.
A volte, la derivata {\displaystyle H'(w)} può essere piuttosto complicata, così una versione più semplice della formula sostituisce {\displaystyle H'(w)} con {\displaystyle H(w)(1-\phi '(w)/\phi (w))} per ottenere
{\displaystyle [z^{n}]H(g(z))=[w^{n}]H(w)\phi (w)^{n-1}(\phi (w)-w\phi '(w)),}
che coinvolge {\displaystyle \phi '(w)} invece di {\displaystyle H'(w)}.

### Funzione W di Lambert
La funzione W di Lambert è una funzione {\displaystyle W(z)} che è implicitamente definita dall'equazione
{\displaystyle W(z)e^{W(z)}=z}
È possibile usare il teorema per calcolare i coefficienti della serie di taylor di {\displaystyle W(z)} in {\displaystyle z=0}.
Prendendo {\displaystyle f(w)=w\mathrm {e} ^{w}}, {\displaystyle a=f(a)=0} e riconoscendo che
{\displaystyle {\frac {\mathrm {d} ^{n}}{\mathrm {d} x^{n}}}\ \mathrm {e} ^{\alpha \,x}\,=\,\alpha ^{n}\,\mathrm {e} ^{\alpha \,x}}
si ottiene
{\displaystyle W(z)=\sum _{n=1}^{\infty }\lim _{w\to 0}\left({\frac {\mathrm {d} ^{\,n-1}}{\mathrm {d} w^{\,n-1}}}\ \mathrm {e} ^{-nw}\right){\frac {z^{n}}{n!}}\,=\,\sum _{n=1}^{\infty }(-n)^{n-1}\,{\frac {z^{n}}{n!}}=z-z^{2}+{\frac {3}{2}}z^{3}-{\frac {8}{3}}z^{4}+O(z^{5}).}
Il raggio di convergenza di questa serie è  {\displaystyle e^{-1}} (questo esempio si riferisce al ramo principale della funzione di Lambert).
Una serie che converge per {\displaystyle z} maggiori (sebbene non per tutti) può essere derivata dall'inversione della serie di un'altra funzione.  La funzione {\displaystyle f(z)=W(e^{z})-1\,} soddisfa l'equazione
{\displaystyle 1+f(z)+\ln(1+f(z))=z\,}
Allora {\displaystyle z+\ln(1+z)\,} si può espandere in serie di potenze e invertirla. Questo da una serie per {\displaystyle f(z+1)=W(e^{z+1})-1\,}:
{\displaystyle W(e^{1+z})=1+{\frac {z}{2}}+{\frac {z^{2}}{16}}-{\frac {z^{3}}{192}}-{\frac {z^{4}}{3072}}+{\frac {13z^{5}}{61440}}-{\frac {47z^{6}}{1474560}}-{\frac {73z^{7}}{41287680}}+{\frac {2447z^{8}}{1321205760}}+O(z^{9}).}
{\displaystyle W(x)} si calcola sostituendo {\displaystyle \ln x-1} al posto di {\displaystyle z} nella serie di sopra. Per esempio, sostituendo {\displaystyle x=1} e quindi {\displaystyle z=-1} si ha il valore di {\displaystyle W(1)=0.567143}.

### Alberi binari
Si consideri l'insieme {\displaystyle {\mathcal {B}}} degli alberi binari non etichettati.
Un elemento di {\displaystyle {\mathcal {B}}} è o una foglia di grandezza nulla, oppure una radice con due sottoalberi. {\displaystyle B_{n}} denota il numero di alberi binari con {\displaystyle n} nodi.
Si noti che rimuovere la radice divide l'albero binario in due alberi di grandezza più piccola. Questo fornisce l'equazione funzionale della funzione generatrice {\displaystyle B(z)=\sum _{n=0}^{\infty }B_{n}z^{n}}:
{\displaystyle B(z)=1+zB(z)^{2}.}
Ponendo {\displaystyle C(z)=B(z)-1}, si ha così {\displaystyle C(z)=z(C(z)+1)^{2}}. Ora applicando il teorema di inversione alla funzione {\displaystyle \phi (w)=(w+1)^{2}},
{\displaystyle B_{n}=[z^{n}]C(z)={\frac {1}{n}}[w^{n-1}](w+1)^{2n}={\frac {1}{n}}{2n \choose n-1}={\frac {1}{n+1}}{2n \choose n}.}
Si conclude così che {\displaystyle B_{n}} è un numero di Catalan.

### Approssimazione asintotica di integrali
Nel teorema di Laplace-Erdelyi che fornisce l'approssimazione asintotica per integrali del tipo di Laplace, l'inversione della funzione è un passo cruciale del procedimento.